# Редерланд
Редерланд (њем. Röderland) општина је у њемачкој савезној држави Бранденбург. Једно је од 33 општинска средишта округа Елбе-Елстер. Према процјени из 2010. у општини је живјело 4.477 становника. Посједује регионалну шифру (AGS) 12062410.

## Географски и демографски подаци
Редерланд се налази у савезној држави Бранденбург у округу Елбе-Елстер. Општина се налази на надморској висини од 90 метара. Површина општине износи 46,1 km². У самом мјесту је, према процјени из 2010. године, живјело 4.477 становника. Просјечна густина становништва износи 97 становника/km².